# Place basse

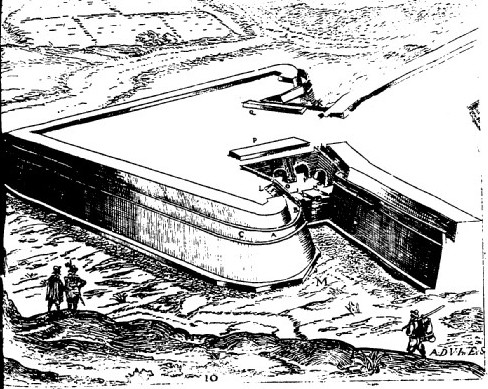
Place basse dans un bastion plan-type d'Antoine de Ville.

Une place basse est en fortification bastionnée un aménagement fait dans le flanc du bastion pour flanquer le fossé. Elle doit son nom au fait d'être située plus bas que le corps principal du bastion parfois appelé place haute.

## Histoire
Avec la démocratisation de l'emploi des bastions dans la première moitié du XVIe siècle, l'usage est d'utiliser des casemates à canon placées dans les flancs du bastion pour le flanquement du fossé. Vers le milieu du XVIe siècle, cet usage va progressivement tomber en déclin, Antoine de Ville explique les raisons de cet abandon dans son traité de fortification :

« Autrefois on faisait aux flancs des voutes où l'on mettait le canon tout couvert [dans des casemates] [...] mais cela n'est plus en usage, à cause des grandes incommodités qu'on a vu arriver en ces places, car après qu'on eut tiré, la fumée remplissait de telle façon ces voutes, qu'il était impossible d'y demeurer, ni voir pour recharger, [...] et l'ennemi tirant dans ces voutes [casemates], les éclats et débris blessaient et tuaient ceux qui étaient dedans, et en peu de coups les mettaient en ruine, celles d'en bas étant rompues, celles de dessus [les casemates supérieures s'il y en a ou la partie du bastion au-dessus de celles-ci] tombaient d'elles-mêmes. C'est pourquoi on a laissé ces voutes et on fait des places basses découvertes. »

Les ingénieurs de l'époque reprennent cette conception mais laissent ces emplacements dans les flancs découverts pour éviter les inconvénients des casemates. Cette nouvelle conception est appelée place basse car celle-ci étant au même niveau que le sol des anciennes casemates, se retrouve à un niveau plus bas que le corps principal du bastion.